# Circular Electron Positron Collider
Циркуляційний електронно-позитронний колайдер (англ. Circular Electron Positron Collider) - проект електронно-позитронного колайдера в Китаї. Планований запуск - до 2030 року. Вартість проекту - п'ять мільярдів доларів. Опікується проектом Китайська академія наук, зокрема Інститут фізики високих енергій в Пекіні.  
Параметри колайдера: довжина по периметру - 100 кілометрів, енергетичний потенціал - 240 гігаелектронвольт.
Потужність китайського колайдера має бути щонайменше вдвічі більшою, ніж у провідного колайдера у світі - Великий адронний коллайдер (CERN) поблизу Женеви..